# 斯奈特銼甲鯰
斯奈特銼甲鯰，為輻鰭魚綱鯰形目甲鯰科的其中一種，為熱帶淡水魚，分布於南美洲哥倫比亞Jurubida河流域，體長可達18公分，棲息在高海拔溪流的底層水域，生活習性不明。

## 扩展阅读
維基物種上的相關：斯奈特銼甲鯰